# Alvin Williams
Alvin Leon Williams (Filadelfia, 6 agosto 1974) è un ex cestista e allenatore di pallacanestro statunitense, professionista nella NBA.

## Carriera
È stato selezionato dai Portland Trail Blazers al secondo giro del Draft NBA 1997 (47ª scelta assoluta).

## Statistiche

### College
| Anno      | Squadra            | PG  | PT | MP   | TC%  | 3P%  | TL%  | RP  | AP  | PRP | SP  | PP   |
| --------- | ------------------ | --- | -- | ---- | ---- | ---- | ---- | --- | --- | --- | --- | ---- |
| 1993-1994 | Villanova Wildcats | 31  | 0  | 23,3 | 38,9 | 39,2 | 69,8 | 2,8 | 2,8 | 1,3 | 0,1 | 7,9  |
| 1994-1995 | Villanova Wildcats | 33  | 18 | 29,2 | 40,5 | 26,3 | 74,4 | 3,5 | 4,8 | 1,6 | 0,2 | 7,1  |
| 1995-1996 | Villanova Wildcats | 33  | 33 | 32,7 | 45,4 | 34,7 | 71,0 | 3,5 | 5,4 | 1,4 | 0,5 | 11,0 |
| 1996-1997 | Villanova Wildcats | 34  | 34 | 34,2 | 48,1 | 36,8 | 74,2 | 5,0 | 3,8 | 1,8 | 0,4 | 17,1 |
| Carriera  | Carriera           | 131 | 85 | 30,0 | 44,3 | 35,0 | 72,6 | 3,7 | 4,2 | 1,5 | 0,3 | 10,9 |

### NBA

#### Regular Season
| Anno      | Squadra             | PG  | PT  | MP   | TC%  | 3P%  | TL%  | RP  | AP  | PRP | SP  | PP   |
| --------- | ------------------- | --- | --- | ---- | ---- | ---- | ---- | --- | --- | --- | --- | ---- |
| 1997-1998 | Portland T. Blazers | 41  | 10  | 21,1 | 45,8 | 29,2 | 73,4 | 1,5 | 2,0 | 0,7 | 0,0 | 6,9  |
| 1997-1998 | Toronto Raptors     | 13  | 3   | 15,9 | 36,4 | 50,0 | 63,6 | 1,6 | 1,5 | 0,6 | 0,1 | 3,2  |
| 1998-1999 | Toronto Raptors     | 50  | 45  | 21,0 | 40,1 | 33,3 | 84,6 | 1,6 | 2,6 | 1,0 | 0,2 | 5,0  |
| 1999-2000 | Toronto Raptors     | 55  | 28  | 14,2 | 39,7 | 29,1 | 73,8 | 1,5 | 2,3 | 0,6 | 0,2 | 5,3  |
| 2000-2001 | Toronto Raptors     | 82  | 34  | 29,2 | 43,0 | 30,6 | 75,2 | 2,6 | 5,0 | 1,5 | 0,3 | 9,8  |
| 2001-2002 | Toronto Raptors     | 82  | 82  | 35,7 | 41,5 | 32,1 | 73,6 | 3,4 | 5,7 | 1,6 | 0,3 | 11,8 |
| 2002-2003 | Toronto Raptors     | 78  | 78  | 33,8 | 43,8 | 32,9 | 78,2 | 3,1 | 5,3 | 1,4 | 0,3 | 13,2 |
| 2003-2004 | Toronto Raptors     | 56  | 54  | 30,9 | 40,5 | 29,2 | 77,6 | 2,7 | 4,0 | 1,0 | 0,2 | 8,8  |
| 2005-2006 | Toronto Raptors     | 1   | 0   | 1,0  | 0,0  | 0,0  | 50,0 | 3,0 | 0,0 | 0,0 | 0,0 | 1,0  |
| 2006-2007 | L.A. Clippers       | 2   | 0   | 5,0  | 0,0  | 0,0  | 50,0 | 0,5 | 1,5 | 1,0 | 0,0 | 1,0  |
| Carriera  | Carriera            | 460 | 334 | 27,4 | 42,1 | 31,3 | 76,0 | 2,5 | 4,1 | 1,2 | 0,2 | 9,0  |

#### Playoffs
| Anno     | Squadra         | PG | PT | MP   | TC%  | 3P%  | TL%  | RP  | AP  | PRP | SP  | PP   |
| -------- | --------------- | -- | -- | ---- | ---- | ---- | ---- | --- | --- | --- | --- | ---- |
| 2000     | Toronto Raptors | 1  | 0  | 1,0  | -    | -    | -    | 0,0 | 0,0 | 0,0 | 0,0 | 0,0  |
| 2001     | Toronto Raptors | 12 | 12 | 40,5 | 43,1 | 35,7 | 68,0 | 2,9 | 4,2 | 1,3 | 0,7 | 13,8 |
| 2002     | Toronto Raptors | 5  | 5  | 39,2 | 32,0 | 21,4 | 81,8 | 4,8 | 5,6 | 1,2 | 0,4 | 12,0 |
| Carriera | Carriera        | 18 | 17 | 37,9 | 39,6 | 31,0 | 72,2 | 3,3 | 4,3 | 1,2 | 0,6 | 12,5 |

## Palmarès
- Campione NIT (1994)